# Vertrauensanwalt für die Berliner Verwaltung
Bei dem Vertrauensanwalt für die Berliner Verwaltung handelt es sich um den vom Land Berlin beauftragten externen Korruptionsbeauftragten für die Berliner Verwaltung.

## Gesetzliche Grundlagen des Vertrauensanwaltes in Berlin
In § 37 Abs. 1 Nr. 3 Beamtenstatusgesetz ist festgelegt, dass die Verschwiegenheitspflicht eines Beamten nicht gilt, wenn gegenüber einer außerdienstlichen Stelle ein durch Tatsachen begründeter Verdacht einer Korruptionsstraftat angezeigt wird. Auf diese Regelung ist wiederum in § 50 des Landesbeamtengesetzes von Berlin Bezug genommen worden. Hier heißt es: „Die Bestimmung von weiteren Behörden und außerdienstlichen Stellen nach § 37 Absatz 2 Satz 1 Nummer 3 des Beamtenstatusgesetzes erfolgt durch Rechtsverordnung der für Inneres zuständigen Senatsverwaltung“. Eine derartige Rechtsverordnung liegt durch die vom Senator für Inneres und Sport am 6. September 2013 erlassene Verordnung zur Bestimmung von außerdienstlichen Stellen nach § 37 Absatz 2 Satz 1 Nummer 3 des Beamtenstatusgesetzes (AußerdienstlStVO) vor. Hierdurch wird nunmehr Beamtinnen und Beamten des Landes Berlin die Möglichkeit eröffnet, sich als Hinweisgeber an eine außerdienstliche Stelle, d. h. den Vertrauensanwalt zu wenden, um Korruption zu verhindern, ohne gegen die dienstrechtliche Verpflichtung zur Verschwiegenheit zu verstoßen.

## Aufgaben des Vertrauensanwaltes für die Berliner Verwaltung
Die Aufgabe des Vertrauensanwaltes besteht darin, konkrete Verdachtsmomente für Korruptionsstraftaten (vgl. §§ 331 ff. des Strafgesetzbuches) oder andere schwerwiegende Verfehlungen zu Lasten insbesondere der finanziellen Belange des Landes Berlin zu ermitteln. Hierbei hat er jeden Hinweis auf das Vorliegen eines Anfangsverdachts entsprechend § 152 Abs. 2 der Strafprozessordnung zu prüfen. Auf der anderen Seite hat er zu gewährleisten, dass der Hinweisgeber mit seiner Aussage nicht lediglich eine Möglichkeit sucht, seine verwaltungs- oder zivilrechtlichen Fragen klären zu lassen.
Dem Hinweisgeber wird durch den Vertrag zwischen dem Land Berlin und dem Vertrauensanwalt die Möglichkeit der Anonymität eingeräumt. Die Angaben des Hinweisgebers zu seiner Identität unterliegen laut Vertragstext grundsätzlich der Vertraulichkeit, es sei denn, der Hinweisgeber möchte dies ausdrücklich nicht oder es handelt sich erkennbar um eine vorsätzliche Falschaussage. Darüber hinaus ist auch auf die standesrechtliche Regelung des § 43a Abs. 2 Bundesrechtsanwaltsordnung hingewiesen. Hiernach ist ein Rechtsanwalt zur Verschwiegenheit verpflichtet. Diese Verpflichtung beinhaltet es, sowohl im eigenen Interesse des Hinweisgebers wie auch im Interesse des Landes Berlin, dem Hinweisgeber die Wahrung der Anonymität zu ermöglichen. Mithin unterliegen alle Erkenntnisse zu dem Hinweisgeber und den von ihm gemachten Angaben der Verschwiegenheitspflicht des Mandates. Das Land Berlin unterstützt durch diese vertragliche Einbettung des Vertrauensanwaltes den so genannten Whistleblower-Schutz.

## Beauftragte Rechtsanwälte
Von Oktober 2011 bis Frühjahr 2016 war Rechtsanwalt Christoph Partsch Berliner Vertrauensanwalt. Er reichte in dieser Zeit nach seinen Angaben etwa 70 Fälle weiter, wovon einige Ermittlungsverfahren zur Folge hatten.
Seit dem 1. August 2017 ist Rechtsanwalt Fabian Tietz der Vertrauensanwalt für die Berliner Verwaltung. Auf Vorschlag des Senators für Justiz, Verbraucherschutz und Antidiskriminierung, Herrn Dirk Behrendt, hat der Berliner Senat in seiner Sitzung vom 11. Juli 2017 der Neubesetzung des Amts des Vertrauensanwalts zur Korruptionsbekämpfung in Berlin zugestimmt. Am 18. Juli 2017 schloss Tietz mit der Senatsverwaltung für Justiz, Verbraucherschutz und Anti-Diskriminierung, vertreten durch Frau Staatssekretärin für Justiz, Martina Gerlach einen Vertrag über eine Laufzeit von 2 Jahren über die Tätigkeit als Vertrauensanwalt für die Berliner Verwaltung geschlossen. Der Vertrag trat zum 1. August 2017 in Kraft.
Rechtsanwalt Tietz steht Hinweisgebern beratend zur Seite. Er nimmt Hinweise für Fehlverhalten in der öffentlichen Verwaltung entgegen, bei denen es um Korruptionsstraftaten oder Taten zulasten der finanziellen Interessen des Landes Berlins geht.